# De Brug (Vroenhoven)

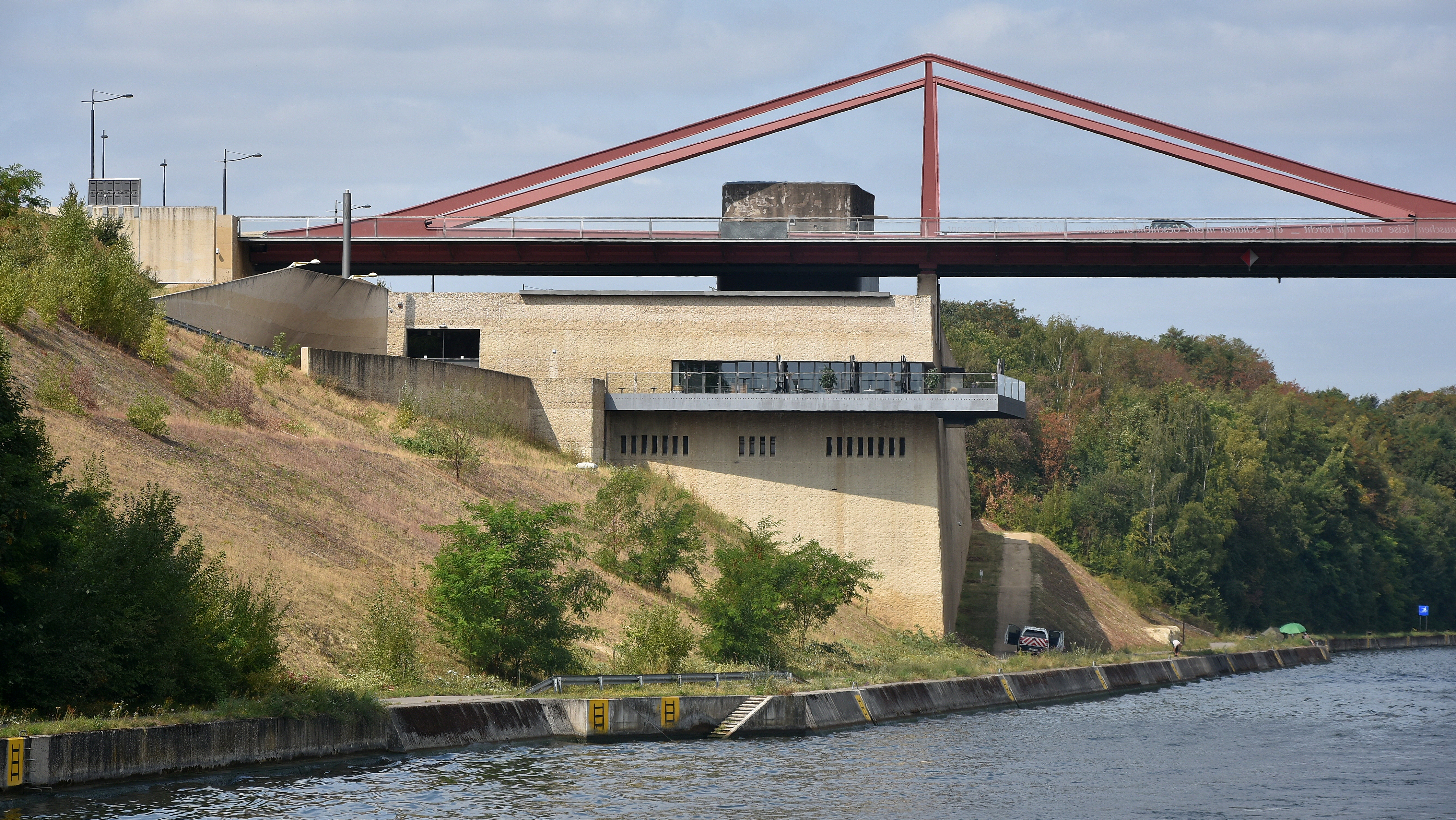
De brug met het museum en de bunker vanaf het Albertkanaal

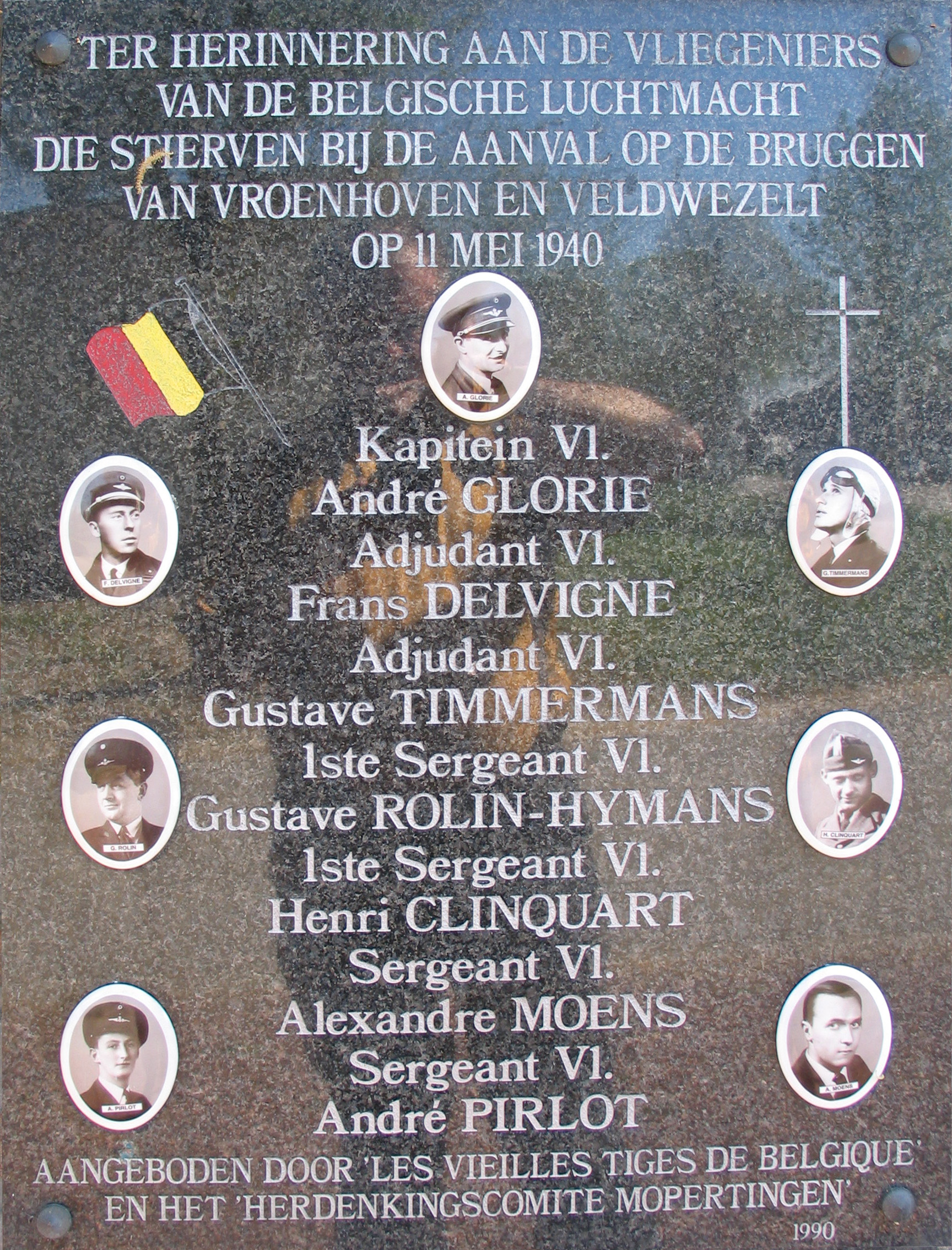
Gedenkplaat voor de omgekomen Belgische piloten tijdens de aanval op de bruggen van Veldwezelt en Vroenhoven op 11 mei 1940

De Brug is een museum in de Belgische plaats Vroenhoven. Het museum belicht de geschiedenis van de brug tijdens de eerste dagen van de Tweede Wereldoorlog, onder meer het wedervaren van de soldaten in de bunker bij de brug over het Albertkanaal en de aanval van de Belgische vliegeniers waarvan er zeven sneuvelden tijdens een aanval op de brug. Het was een fase in de verovering van het nabijgelegen fort van Eben-Emael.
Verder is er aandacht voor de binnenvaart, de kanalen en het leven van dieren en planten erin. Naast een cafetaria is er een vergader- of evenementenruimte voorzien voor 150 tot 1500 personen en een openluchtauditorium.
Zie ook brug bij Vroenhoven.